# Distretto di Bartoszyce
Il distretto di Bartoszyce (in polacco powiat bartoszycki) è un distretto polacco appartenente al voivodato della Varmia-Masuria.

## Geografia antropica

### Suddivisioni amministrative
Il distretto comprende 6 comuni.
- Comuni urbani: Bartoszyce, Górowo Iławeckie
- Comuni urbano-rurali: Bisztynek, Sępopol
- Comuni rurali: Bartoszyce, Górowo Iławeckie